# Det Danske Luftfartselskab
Det Danske Luftfartselskab eller DDL er et dansk flyselskab, der blev stiftet som selvstændigt aktieselskab 29. oktober 1918, og var således det første civile flyselskab i Danmark.
Den første rute gik fra København over Malmø til Warnemünde i Tyskland. Den blev åbnet 7. august 1920, og foretoges med et Friedrichshafen FF49C (registreret T-DABA) vandfly. Der var to mand i besætningen og kunne medføre to passagerer.
Regulariteten på denne rute var på 85 % (de resterende 15 % var aflyste flyvninger pga. dårligt vejr), hvilket var en for tiden temmelig høj sats.
Den første landflyrute som selskabet førte var fra København til Hamborg. Den blev indviet 15. september 1920, og fløjet med et De Havilland DH-9 én-motoret biplan, med en pilot og plads til tre passagerer. I løbet af 1920 blev i alt 83 passagerer og 80.000 breve transporteret på denne rute, med en regularitet på 82 %.
Det var svært at skaffe midler til videre investeringer i denne tidlige periode af ruteflyvningens historie i Danmark, så de følgende år foretog DDL mest rundflyvninger indenlands. Først i 1924 begyndte selskabet af viderudvikle sig og fra 1926 oplevede det en stadig vækst.
1925 åbnede Kastrup Lufthavn og de gode faciliteter der her fremkom forøgede antallet af passagerer.
I 1925-1926 anskaffede firmaet 4 fly af typen Farman Jabiru F.121. Men disse fly var kendt for deres mange problemer med motor og dårlige flyveegenskaber, så allerede i 1928 blev disse udskifttet.
Det blev de hollandske Fokker F VIIa der kom til at erstatte dem, og de viste sig som pålidelige fly til selskabets formål, og rutenettet blev gradvist udvidet.
Ved etableringen af SAS den 1. oktober 1950 blev DDL's aktiviteter lagt over i det fælles skandinaviske luftfartsselskab, med DDL som den ene af de tre ejere af SAS.[kilde mangler] I 1996 skiftede DDL navn til SAS Danmark A/S, men har fortsat Det Danske Luftfartsselskab som et af flere binavne. Selskabet er nu ejet af SAS AB.